# Christoph Korte
Christoph Korte (Waltrop, 28 de diciembre de 1965) es un deportista alemán que compitió en remo.
Ganó una medalla de oro en el Campeonato Mundial de Remo de 1990, en la prueba de ocho con timonel. Participó en los Juegos Olímpicos de Seúl 1988, ocupando el séptimo lugar en la prueba de cuatro con timonel.

## Palmarés internacional
| Campeonato Mundial | Campeonato Mundial   | Campeonato Mundial | Campeonato Mundial |
| Año                | Lugar                | Medalla            | Prueba             |
| ------------------ | -------------------- | ------------------ | ------------------ |
| 1990               | Tasmania (Australia) | Medalla de oro     | Ocho con timonel   |